# Monty Brown
Montaque N. "Monty" Brown (13 de abril de 1970) es un luchador profesional estadounidense retirado y fue miembro de la National Football League, conocido por aparecer en la World Wrestling Entertainment en su marca ECW bajo el nombre de Marcus Cor Von, y, antes de eso, en la Total Nonstop Action Wrestling, donde luchó bajo su auténtico nombre. En las dos compañías usó el apodo de "The Alpha Male." Brown además ha peleado en muchas promociones independientes, como Blood, Sweat and Ears, Juggalo Championship Wrestling y la Universal Wrestling Alliance.

## Carrera

### National Football League (NFL)
Asistió a la Universidad Ferris States de Míchigan, donde fue seleccionado como All-America en la posición de linebacker, rompiendo varios récords y marcas escolares. Reclutadores de talentos lo vieron y lo contrataron en el equipo Buffalo Bills, donde jugó durante 4 años, y participó en el Super Bowl XXVIII en el año 1994. También jugó con los New England Patriots en 1996.

### Total Nonstop Action Wrestling (2002-2006)
Empezó a participar en esta empresa en el año 2002, donde hizo varias participaciones de prueba, pero no logró ser una parte permanente de la empresa, haciendo su última aparición el 28 de agosto. Volvió a la compañía NWA el 10 de marzo de 2004, atacando a Insane Clown Posse en medio de una lucha. Ahora tenía un gimmick parecido al de un leopardo, vestido con líneas de leopardo. El 16 de enero de 2005 tuvo su primera oportunidad de titular, en el Título de Pesados de NWA, que pertenecía a Jeff Jarret, en el PPV Final Resolution, pero perdió. Dos meses después, Brown hizo turno a Heel, atacando a Diamond Dallas Page en medio de su lucha titular frente a Jeff Jarret en Destination X. Brown se unió al Stable de Jarret y empezó un feudo con sus enemigos: Kevin Nash, Sean Waltman, DDP y AJ Styles. El 26 de agosto se le rebeló a Jarret, reclamando que había perdido varias luchas por su culpa. El 11 de septiembre, Brown señaló sus ambiciones de buscar el Título Mundial de NWA. Brown, al vencer a Lance Hoyt, entró en el 10 man Gauntlet Match por el Título, donde fue eliminado por Jeff Hardy. Brown volvió a ganar el #1 Contender a ese Título tras vencer a Jeff Hardy en Genesis, pero luego de una serie de confrontaciones con Christian Cage, Brown decidió poner en juego su Title Shot en Turning Point, donde perdió. El 11 de diciembre volvió a formar team con Jeff Jarret, para luchar ante Christian Cage y Swing en una lucha donde Brown y Jarret perdieron. Luego de que Christian Cage ganara el Título Mundial, Brown recibió una oportunidad titular en Destination X, donde perdió. Luego de esto, se operó una pierna. Volvió a los rings el 29 de abril, cuando exigió estar en la lucha King of the Mountain en Slamniversary, pero no lo logró al perder su oportunidad de clasificar. Luego empezó un pequeño feudo con Samoa Joe y Rhyno hasta que se le acabó el contrato y dejó la empresa.

### World Wrestling Entertainment (2006-2007)
Brown firmó un contrato con la World Wrestling Entertainment, luchando en la ECW bajo el nombre de Marquis Cor Von con motivo de tener un nombre más comercial. En su debut derrotó a Cassidy Riley y en su siguiente lucha se cambió el nombre a Marcus Cor Von. Brown tuvo una racha de victorias, uniéndose al equipo de Elijah Burke The New Breed (Burke, Cor Von, Matt Striker y Kevin Thorn), empezando un feudo con los ECW Originals (Rob Van Dam, Sabu, Tommy Dreamer y The Sandman), siendo derrotados en WrestleMania 23 pero derrotándoles la siguiente semana en ECW en un Extreme Rules match. El 2 de abril hizo equipo con Thorn en RAW en una Battle Royal por el Campeonato Mundial en Parejas de la WWE, siendo ganada por The Hardys. El feudo con los ECW Originals se prolongó, enfrentándose en varias ediciones de ECW on SciFi hasta que CM Punk se unió a The New Breed a petición de Burke, pero dos semanas después, Punk traicionó al equipo, lo que desembocó en una lucha en One Night Stand entre Punk, Dreamer y Sandman y Burke, Cor Von y Stryker, ganando la lucha los primeros. El 11 de junio participó en una Battle Royal para obtener un luchador en el Draft, la cual fue ganada por Randy Orton. Tras esto, siguió haciendo equipo con Burke, derrotando a The Major Brothers. Luego luchó en un torneo para nombrar al Campeón de la ECW, pero fue derrotado en las rondas clasificatorias por CM Punk. Tras esto, quedó inactivo debido a unos problemas familiares, hasta que a finales de 2007, fue despedido de la empresa. Cor Von posteriormente se retiró de la lucha libre profesional oficialmente después de ser liberado.

## En lucha
- Movimientos finales
  - Alpha Bomb[3] (Scoop powerbomb)
  - Alpha Slam (Double leg slam)
  - Pounce[3] (Running shoulder block, precedido de irish whip contra las cuerdas)
  - Russian legsweep seguido de fujiwara armbar – 2007

- Movimientos de firma
  - Alphalution[4] (Belly to back suplex side slam)
  - Body slam
  - Circle of Life[5] (Spinning neckbreaker)
  - Cobra clutch
  - Gutbuster drop
  - Kneeling backbreaker
  - Running clotheline
  - Running high knee a la cabeza de un oponente sentado en el rincón
  - Running STO
  - Spear
  - Swinging spinebuster
  - Varios tipos de powerslam:
    - Fallaway
    - Full nelson
    - Front
    - Pumphandle
    - Scoop

  - Varios tipos de suplex:
    - Belly to back
    - Double underhook
    - Exploder
    - Fisherman
    - Gutwrench
    - Vertical

- Apodos
  - "The Alpha Male"